# Frauentor (Wangen im Allgäu)

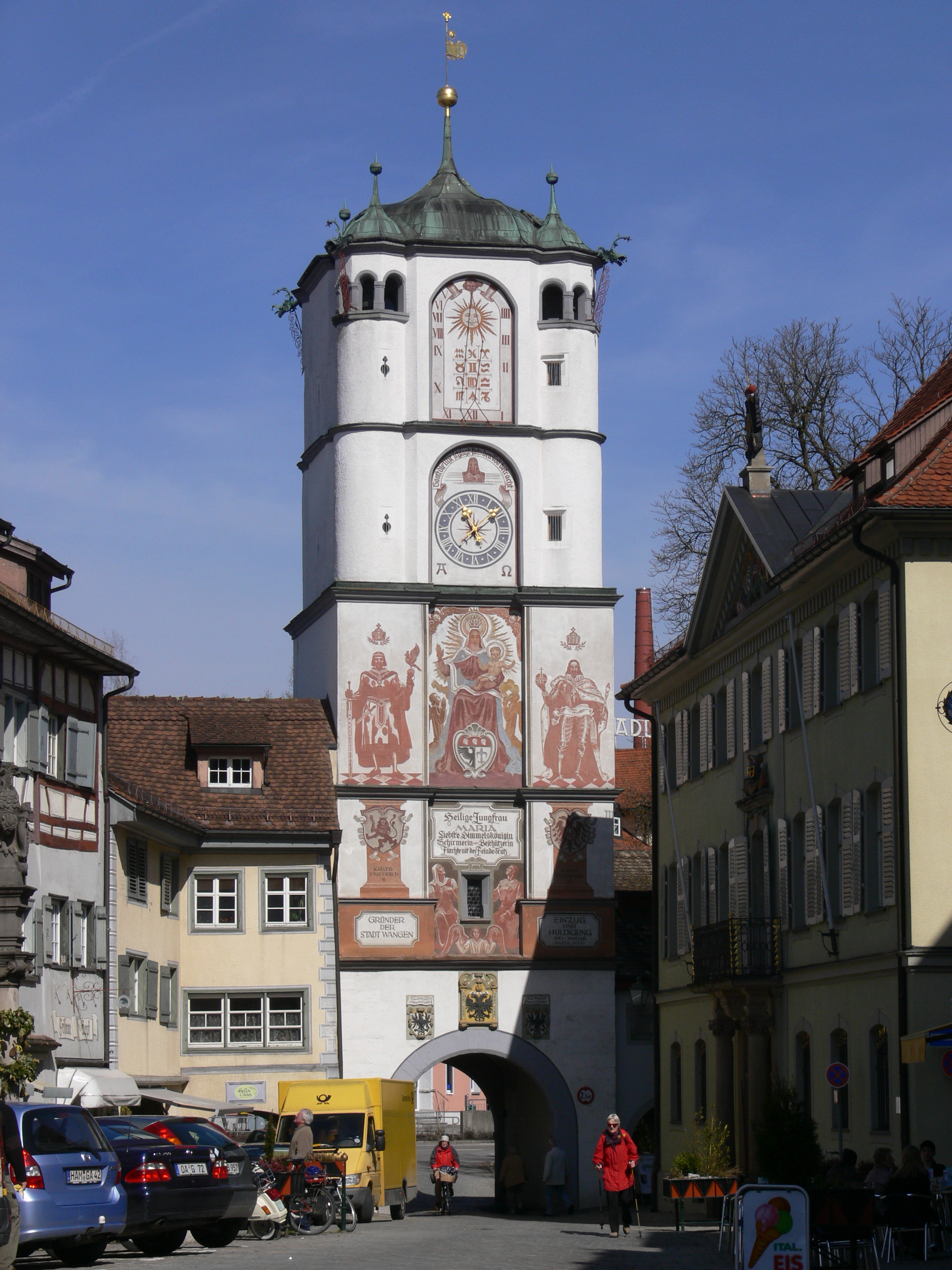
Ravensburger Tor

Das fünfgeschossige, massiv gemauerte Frauentor, auch Ravensburger Tor genannt, bildet das nördliche Ende der Herrenstraße in der Wangener Altstadt.
Im Kern im vierzehnten Jahrhundert errichtet, erhielt es seine heutige Form mit einer Aufstockung im Jahr 1608. 1589 wurde der Turm von Ulrich Wagener, 1611 von Johann Andreas Rauch bemalt. Die heutige Bemalung stammt von Toni Schönecker aus dem Jahre 1950.
Über der rundbogigen, kreuzgratgewölbten Tordurchfahrt befinden sich stadtwärts Wappenreliefs, die Bemalung der durch Gesimse unterteilten Obergeschosse zeigt in der Mitte die Gottesmutter Maria mit dem Jesuskind, links Kaiser Friedrich II., rechts Kaiser Ferdinand I., der die Stadt 1563 besuchte. Das vierte und fünfte Obergeschoss weist treppenturmartig gebaute Ecken auf, dazwischen stadtseitig eine Uhr und eine Sonnenuhr in Rundbogenblenden. Das Dach besteht aus einer welschen Hauben, die Ecken haben eigene Hauben und schmiedeeiserne Wasserspeier.

## Weblink
Koordinaten: 47° 41′ 15,9″ N, 9° 50′ 1″ O